# Lannea cotoneaster
Lannea cotoneaster är en sumakväxtart som först beskrevs av Emilio Chiovenda, och fick sitt nu gällande namn av Sacleux. Lannea cotoneaster ingår i släktet Lannea och familjen sumakväxter. Inga underarter finns listade i Catalogue of Life.